# Guangtai
Guangtai (kinesiska: 广太) är en köping i sydöstra Kina. Den ligger i Puning i staden Jieyang i provinsen Guangdong, omkring 310 kilometer öster om provinshuvudstaden Guangzhou. Antalet invånare är 49 114. Befolkningen består av 24 923 kvinnor och 24 191 män. Barn under 15 år utgör 28,0 %, vuxna 15-64 år 65 %, och äldre över 65 år 5,0 %.